# The Westminster Kennel Club Dog Show, New Grand Central Palace, New York City
The Westminster Kennel Club Dog Show, New Grand Central Palace, New York City è un cortometraggio muto del 1912. Non si conosce il nome del regista del film, un documentario prodotto dalla Edison.

## Produzione
Il film fu prodotto dalla Edison Company.

## Distribuzione
Distribuito dalla General Film Company, il film - un documentario di 150 metri - uscì nelle sale cinematografiche degli Stati Uniti il 1º giugno 1912. Nelle proiezioni, veniva programmato con il sistema dello split reel, accorpato in un'unica bobina con un altro cortometraggio prodotto dalla Edison, la commedia Eddie's Exploit.